# Borobadilepe
Borobadilepe est une ville du Botswana.